# اولاکونده
اولاکونده (به لاتین: Ulakkonde) یک منطقهٔ مسکونی در سری‌لانکا است که در استان مرکزی (سری‌لانکا) واقع شده‌است.